# Wahlmann
Als Wahlmann  (fem. Wahlfrau, auch Wahlperson, im Plural neben Wahlmänner und Wahlpersonen auch Wahlleute, lat. Elektor, Elektorin, plur. Elektoren) wird eine Person bezeichnet, die eine Stimme in einem Wahlgremium innehat, das ausschließlich zur Wahl einer Person oder eines weiteren Gremiums zusammentritt. Die allgemein Wahlberechtigten (die Urwähler) wählen bei einer Wahl mit Wahlmännern oft nicht den Wahlmann selbst, sondern nur, welcher Untergruppe oder Partei diese dann angehören soll.
Wahlsysteme mit Wahlmännern werden als indirekte Wahlen bezeichnet. Urwähler bestimmen in ihrem Wahlkreis oder Wahlbezirk entweder direkt genannte Wahlmänner, oder die Partei, der die Wahlmänner dann angehören. Letztere wählen ihrerseits die eigentlich zu Wählenden. Im Gegensatz zu Abgeordneten werden die Wahlmänner lediglich für diesen einen Wahlakt bestimmt – sie treten nur für diesen Wahlakt zusammen. Die Versammlung der Wahlmänner, die das Gremium der mit dieser Wahl Betrauten bildet, wird als Wahlkollegium resp. Elektorenkollegium bezeichnet.

## Allgemeines
Wahlmänner können üblicherweise frei gewählt werden, jedoch können sie auch aus Scheinwahlen hervorgehen, ernannt werden oder das Mandat qua Amt oder Geburt erhalten. So waren die Kurfürsten des Heiligen Römischen Reichs qua Amt jene Gruppe von Wahlmännern, die das alleinige Recht hatten, den Römischen König zu wählen. Je nach Wahl können Wahlmänner nur Einzelpersonen oder auch Gremien wählen. Wahlmänner können jedoch nicht immer frei wählen, sondern sind je nach Konstellation weisungsgebunden. So sind in den Vereinigten Staaten die Delegierten der Bundesstaaten, die im Electoral College den Präsidenten und Vizepräsidenten wählen, an Wahl der Person ihrer Partei gebunden.
Genauso wie bei einer direkten Wahl kann auch die Wahl der Wahlmänner in gleicher Wahl erfolgen, oder die Wahlteilnahme ist an Bedingungen geknüpft (siehe Zensuswahlrecht). Seit Einführung des Frauenwahlrechtes besteht ein Wahlkollegium meist nicht mehr nur aus Männern, sondern auch aus Frauen.
Wie die Abgeordneten wurden die gewählten Wahlmänner vielfach historisch vereidigt (siehe hierzu Abgeordneteneid).
Die Gründe für ein Verfahren über eine indirekte Wahl waren historisch vor allem pragmatischer Natur: Die schlechten Verkehrsanbindungen und das dezentrale Steuer- und Meldewesen erschwerte eine direkte Wahl. Da es noch keine klar strukturierten Parteien gab, waren die Wahlen Persönlichkeitswahlen. Diese setzten eine Bekanntheit der Kandidaten bei den jeweiligen Wählern voraus. Die indirekte Wahl wurde aber auch als eine Art Sicherheitsstufe angesehen. Den Urwählern wurde eventuell unterstellt, dass sie politisch unreif waren. Ein Wahlmann musste zuweilen höheren Anforderungen genügen, also beispielsweise ein höheres Mindestalter haben, eine gewisse Mindestbildung vorweisen oder eine höhere Steuerlast tragen als die Urwähler. Nach heutigem Demokratieverständnis ist ein solcher sozialer Filter kritikwürdig, da das Wahlergebnis somit unzulässig verändert werden kann.

## Wahlmänner in Deutschland
Die Abgeordneten der Landesparlamente der Staaten des Deutschen Bundes wurden durchgehend durch Wahlmänner (Frauen hatten kein Wahlrecht) in indirekter Wahl bestimmt, wie etwa im Königreich Preußen das preußische Abgeordnetenhaus von 1849 bis 1918, siehe Dreiklassenwahlrecht.
Es gab auch mehrstufige Wahlverfahren: Die Wahl der Abgeordneten der Zweiten Kammer der Landstände des Großherzogtums Hessen war beispielsweise zweistufig. Erst wählten die Urwähler Bevollmächtigte (Wahlmänner der ersten Stufe), diese dann die eigentlichen Wahlmänner und diese letztendlich die Abgeordneten.
In der Bundesrepublik Deutschland werden diejenigen Mitglieder der Bundesversammlung, die zur Wahl des Bundespräsidenten oder der Bundespräsidentin zusammentritt, und die keine Abgeordneten im Deutschen Bundestag sind, gelegentlich als Wahlpersonen bezeichnet.

## Wahlmänner in den Vereinigten Staaten von Amerika
In den Vereinigten Staaten werden die Mitglieder des Electoral College als electors bezeichnet. Das Electoral College wählt alle vier Jahre den US-amerikanischen Präsidenten. Sieger der Wahl ist jeweils der Kandidat, der die absolute Mehrheit der Wahlmännerstimmen auf sich vereint. Die Wahlmänner werden durch die Wähler jedes Bundesstaates und des Bundesdistrikts im Rahmen der Präsidentschaftswahl in den Vereinigten Staaten bestimmt.

## Belege
1. ↑  Wahlfrau. Digitales Wörterbuch der deutschen Sprache, abgerufen am 5. November 2020.
2. ↑  US-WAHL/AP: Trump sichert sich weitere Wahlperson in Maine. Website des Handelsblatts vom 4. November 2020, abgerufen am 5. November 2020.
3. ↑  Merkel, Drosten und ein Bayern-Profi: Diese Promis wählen heute den Bundespräsidenten. In: focus.de. BurdaForward GmbH, 13. Februar 2022, abgerufen am 23. Juli 2025.
4. ↑  Kleines Comeback im Reichstag? Angela Merkel für Bundesversammlung nominiert. In: stern.de. G+J Medien GmbH, 8. Dezember 2021, abgerufen am 23. Juli 2025.
5. ↑  Kirsten Bialdiga: Dietmar Bär und Sophie Passmann sollen Bundespräsidenten wählen. In: rp-online.de. RP Digital GmbH, 15. Dezember 2021, abgerufen am 25. Juli 2025.